# Cyphon coarctatus
Cyphon coarctatus är en skalbaggsart som beskrevs av Gustaf von Paykull. Cyphon coarctatus ingår i släktet Cyphon och familjen mjukbaggar. Arten är reproducerande i Sverige. Inga underarter finns listade i Catalogue of Life.

## Bildgalleri

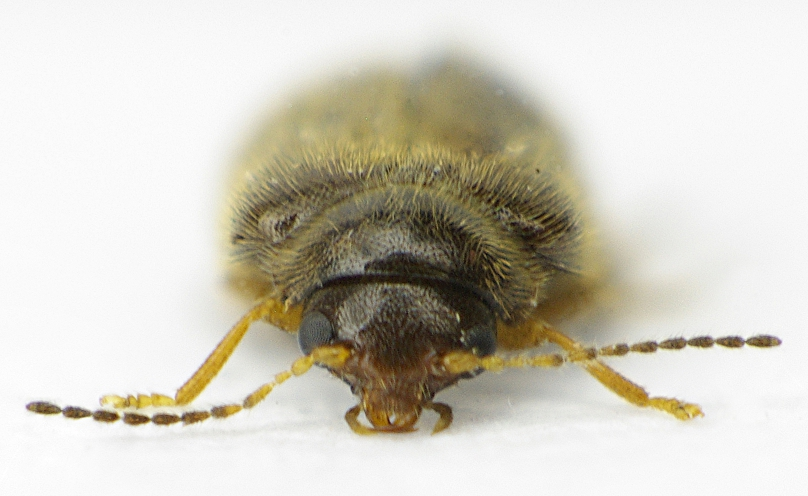
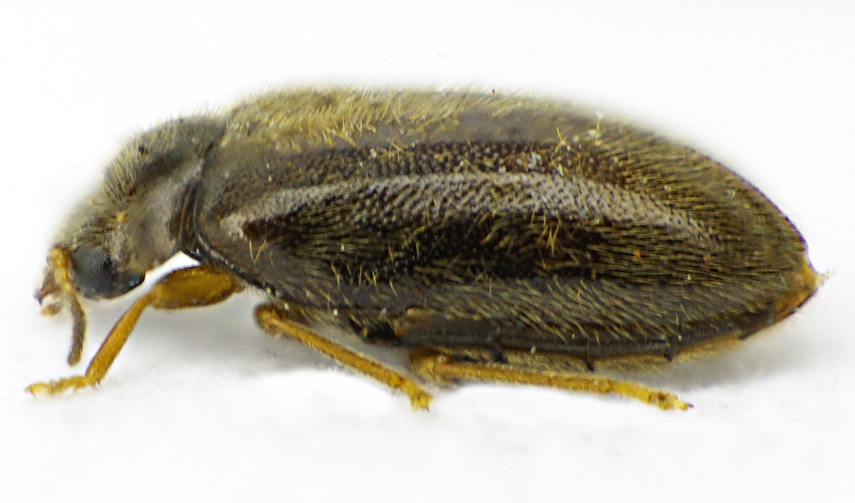
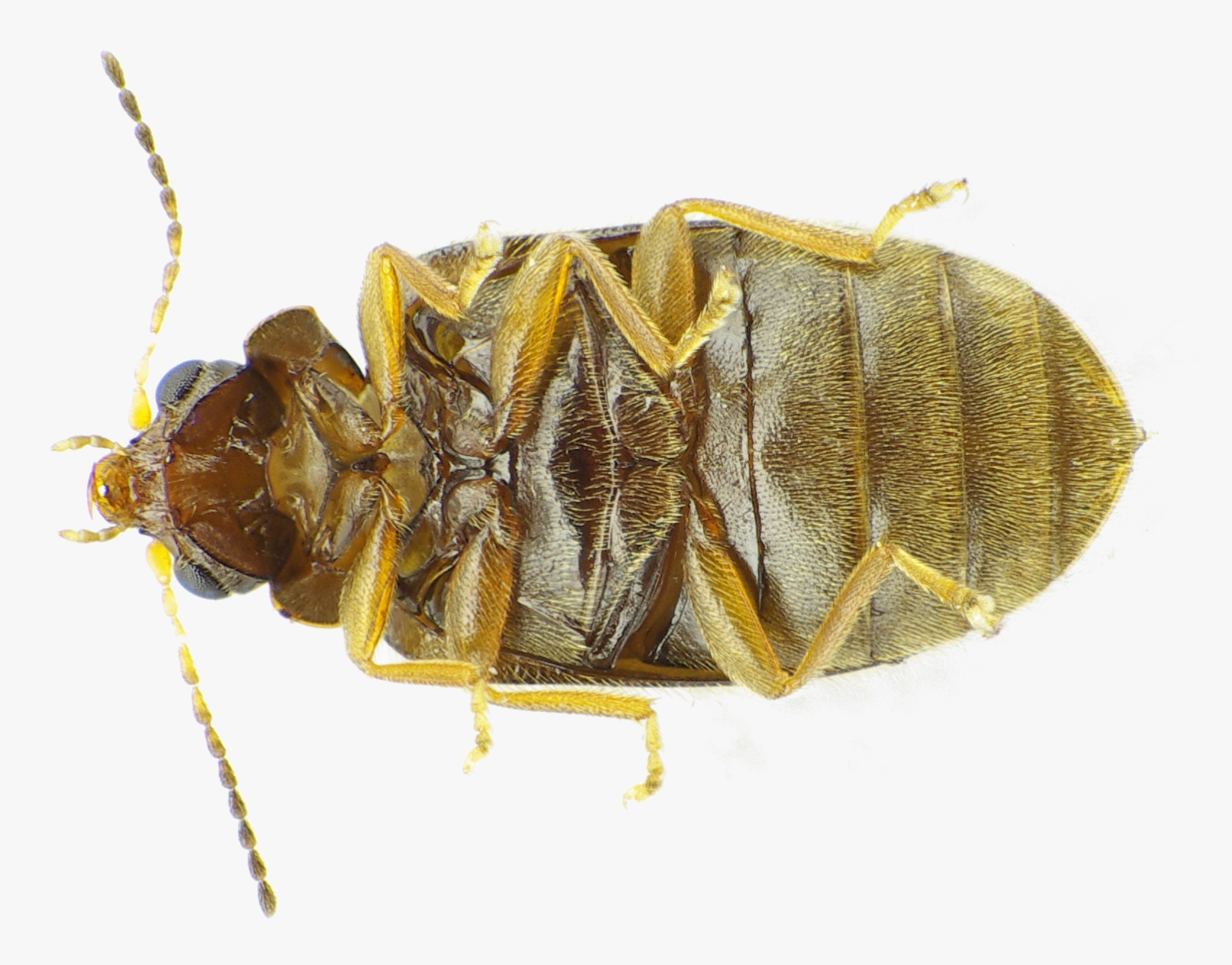
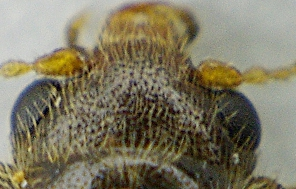